# Monolepta ronbeeneni
Monolepta ronbeeneni 
és una espècie de coleòpter polífag de la família dels crisomèlids. Fou descrit científicament per primera vegada el 2005.